# BMW 326
A BMW 326 egy német közepes méretű luxusautó, melyet a BMW gyártott 1936 és 1941 között, majd a második világháború vége után, szovjet uralom alatt még egy nagyon rövid ideig. Utóbbi időszak alatt mindössze 16 darab készült. A 326 volt a BMW első négyajtós szedánja. Az innovatív dizájnnal rendelkező autó magas ára ellenére kelendő volt a piacon. A gyártás befejezése után több gyártó is készített a 326-on alapuló modelleket.

## Tervezés és dizájn
A Fritz Fiedler által tervezett autó alá szekrényes alvázszerkezet került, mely könnyedén alkalmazható volt a rajta alapuló egyéb modellekhez is. Szintén az innovatív megoldások közé tartozott a torziós rudas hátsó felfüggesztés, melyet a Citroën Traction Avant-ban használt megoldás ihletett. Emellett a BMW modellek közül ebbe került először hidraulikus fékrendszer. A 326 külső formatervét Peter Schimanowski tervezte, a kocsi négyajtós szedán, valamint két- és négyajtós kabrió karosszériaváltozatokkal volt kapható. A szedán volt a legelső négyajtós BMW a piacon. A gyártó korábbi modelljeihez képest a 326 jóval áramvonalasabb karosszériát kapott, ezzel jelentősen csökkentve a légellenállást, melyhez a hátul elhelyezkedő pótkerék karosszériába olvadó burkolata is hozzájárult. A BMW 320, 321, 327 és a 335 is a 326-on alapult.

## Hajtáslánc
Az 1971 cm³-es, soros hathengeres motor a BMW 319-ből származott, mindössze annyi különbséggel, hogy a furatot 65 mm-ről 66 mm-re növelték, míg a löket változatlanul 96 mm maradt. Erre két darab 26 mm-es Solex karburátor került, ez a konfiguráció 50 lóerős (37 kW) csúcsteljesítményt biztosított az autónak, 3750-es fordulatszámon. A végsebesség 115 km/h volt. A hajtást a hátsó kerekekre egy négysebességes manuális sebességváltó vitte át, melynek felső két fokozata szinkronizált volt.

## Fogadtatás
A BMW 326-ot a Berlini Autószalonon mutatták be, 1936 februárjában és májustól lett megvásárolható. A kocsi nagy sikert aratott a vásárlóközönség köreiben, a gyártás 1941-es leállításáig 15 936 darab készült belőle az Eisenachi gyárban.

## Későbbi modellek a 326 alapján

### Kelet-Németország
1945-ben Eisenach az amerikai hadsereg megszállása alá került, de egy háborús egyezség során egész Türingia végül a szovjetek ellenőrzése alá került. A BMW által 1929-ben birtokba vett Eisenachi üzem nem pusztult el teljesen a háború során, így a túlélőknek lehetőségük volt rá, hogy visszatérjenek és még 16 darab BMW 326-ot összeszereljenek. 1948 körül megjelent egy modernebb karosszériával rendelkező, de a 326-ra épülő modell, a BMW 340. Ekkorra már világos volt, hogy az elnevezés és a BMW nevét hirdető feliratok ellenére az Eisenachi gyár már nem a BMW irányítása alatt üzemel. Az új modell neve később EMW 340-re változott, egy a BMW márkanév használatával kapcsolatos jogi vitát követően. Talán a 326-ot övező csodálatnak és a képzett dolgozók jó munkájának köszönhető, hogy a gyár egészen 1955-ig készíthette a BMW alapú modelleket, még jóval azután is, hogy a közeli Zwickauból a szovjetek hazavitték az Auto Union gyártósorait, a háborús jóvátétel részeként.

### Egyesült Királyság
A BMW 326 nemcsak a szovjeteket, de a briteket is lenyűgözte, akik a hazavitték magukkal a szedán változat részletes terveit. Ezeket végül Bristolban hasznosították, köszönhetően annak, hogy a Bristol Areoplane Company repülőgépgyár alapítója és az 1930-as években BMW-ket importáló és összeszerelő Frazer Nash igazgatója között rokoni szálak húzódtak. 1945-ben megalapult a Bristol Cars autógyár, mely 1947 és 1953 között több olyan modellt is megjelentetett, melyek minden kétséget kizáróan a 326 tervein alapultak. Ezek közül a legemlékezetesebb az 1953 és 1955 között gyártott Bristol 403 volt, melynek nemcsak a hűtőrácsa hasonlított a BMW-éhez, de motorja is 1971 cm³-es, soros hathengeres volt. Igaz, ez az erőforrás már komoly modernizáláson esett át, melynek eredményeképp teljesítménye megduplázódott, azaz 100 lóerő (75 kW) leadására volt képes.

### Galéria

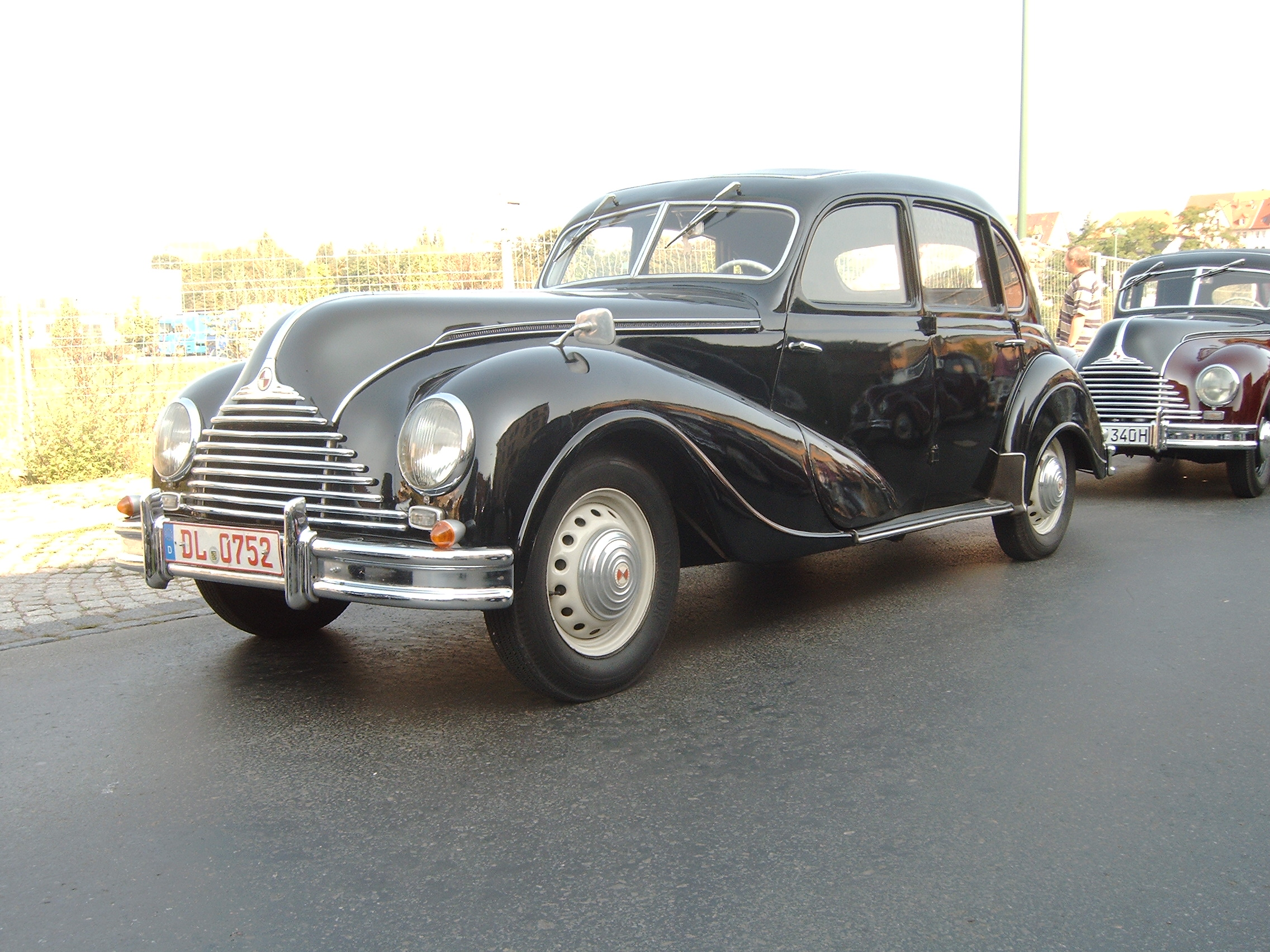
EMW 340
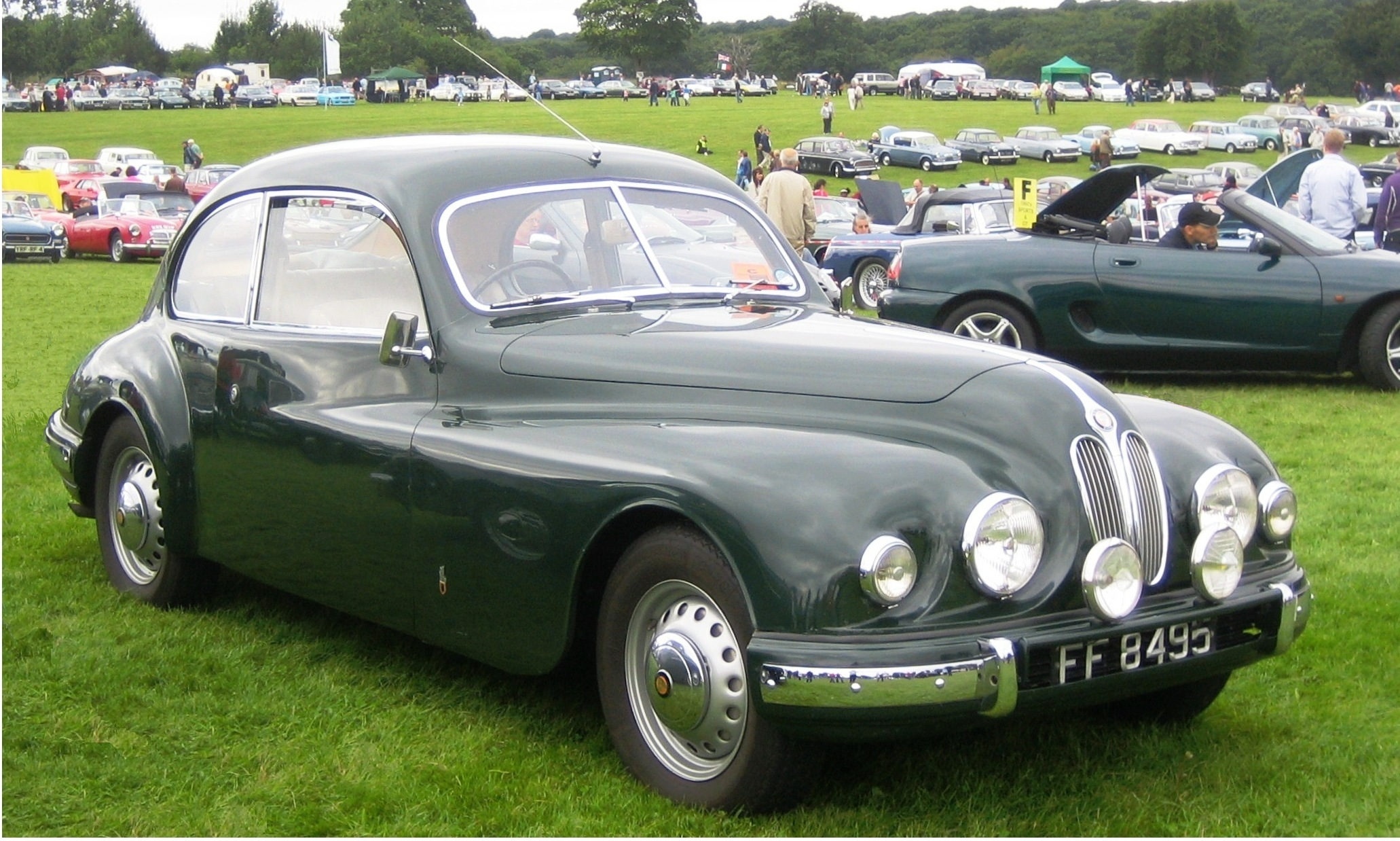
BMW alapú Bristol modell